# 1980年モスクワオリンピックのハンガリー選手団
1980年モスクワオリンピックのハンガリー選手団（1980ねんモスクワオリンピックのハンガリーせんしゅだん）は、1980年7月19日から8月3日にかけてソビエト連邦の首都モスクワで開催された1980年モスクワオリンピックのハンガリー選手団、およびその競技結果。

## 概要
今大会は金メダル7個、銀メダル10個、銅メダル15個の合計32個のメダルを獲得した。

## メダル
| メダル | 選手名                         | 競技 | 種目                 |
| ------ | ------------------------------ | ---- | -------------------- |
| 金     | ウラダール・シャンドール       | 競泳 | 男子200m背泳ぎ       |
| 銀     | ゾルターン・ベラストー         | 競泳 | 男子200m背泳ぎ       |
| 銀     | アルバーン・ベルメス           | 競泳 | 男子200m平泳ぎ       |
| 銅     | キンチェシュ・ティボル         | 柔道 | 男子60kg以下級       |
| 銅     | オジュヴァール・アンドラーシュ | 柔道 | 男子無差別級         |
| 銅     | ゾルターン・ベラストー         | 競泳 | 男子400m個人メドレー |